# Markus Albertson
Markus Albertson, född 3 februari 1984, är en svensk gitarrist.

## Karriär
2007 ersatte Albertson gitarristen Daniel Olsson i Tad Morose efter att trummisen Peter Morén hört honom spela i Bloodbound. År 2011/12 lämnade han Tad Morose och 2012 ersatte han Peter Sonefors som gitarrist i Gormathon. Sedan 2022 är Albertson även tillbaka som gitarrist i Tad Morose.
År 2006 gick Albertson med i Bloodbound efter att dessa gett ut debuten Nosferatu. Han spelade ett antal shower innan han lämnade bandet samma år. 
Dessförinnan har han spelat gitarr i grupper som Dizaster, Taleswapper, Saint's Addiction, Nexcis och Seven Sins.